# Ji-Paraná FC
A Ji-Paraná Futebol Clube, röviden Ji-Paraná, egy 1991-ben alapított brazil labdarúgócsapat. Székhelye Ji-Paraná. Rondônia állam első osztályú bajnokságában szerepel.

## Sikerlista

### Állami
- 9-szeres Rondoniense bajnok: 1991, 1992, 1995, 1996, 1997, 1998, 1999, 2001, 2012
- 1-szeres Série B bajnok: 2011

## Játékoskeret
2015-től
| # |     | Poszt | Név       |
| - | --- | ----- | --------- |
|   | BRA | K     | Manga     |
|   | BRA | K     | Daniel    |
|   | BRA | V     | Nielsen   |
|   | BRA | V     | Mandagua  |
|   | BRA | V     | Alexandre |
|   | BRA | V     | Fernando  |
|   | BRA | V     | Abmael    |
|   | BRA | KP    | Rodolfo   |
|   | BRA | KP    | Waz       |
|   | BRA | KP    | Raul      |
|   | BRA | KP    | Dalvan    |

| # |     | Poszt | Név          |
| - | --- | ----- | ------------ |
|   | BRA | KP    | Davi Rafael  |
|   | BRA | KP    | Bruninho     |
|   | BRA | KP    | Witalo       |
|   | BRA | KP    | Teodoro      |
|   | BRA | KP    | Felipe       |
|   | BRA | CS    | Leandro Mahl |
|   | BRA | CS    | Robson       |
|   | BRA | CS    | Robson Lino  |
|   | BRA | CS    | Sávio        |
|   | BRA | CS    | Rubinho      |